# Starcie pod Małocicami
Starcie pod Małocicami – potyczka między żołnierzami Grupy AK „Kampinos” a oddziałem niemieckim w sile batalionu, stoczona 28 sierpnia 1944 roku w pobliżu wsi Małocice i Sowia Wola w Puszczy Kampinoskiej. Podjęta przez polskich żołnierzy próba obrony mieszkańców Małocic przed niemieckimi rekwizycjami przerodziła się rychło w zacięty bój z udziałem lotnictwa, artylerii i broni pancernej. Obie strony poniosły w tym starciu straty w wysokości kilku zabitych i rannych. Kilka dni później Niemcy wymordowali niemal wszystkich mężczyzn z Małocic.

## „Niepodległa Rzeczpospolita Kampinoska”
Po wybuchu powstania warszawskiego działania zbrojne objęły również Puszczę Kampinoską, gdzie do walki przystąpiły oddziały VIII Rejonu „Łęgów” Obwodu VII „Obroża” Okręgu Warszawskiego AK. Rejonem tym dowodził kpt. Józef Krzyczkowski ps. „Szymon”. W przeddzień powstania podległe mu struktury AK mogły wystawić dwa bataliony piechoty o sile pięciu kompanii pierwszej linii, przy czym zaledwie ok. 350–400 żołnierzy było uzbrojonych. Szczęśliwie dla strony polskiej układ sił w Puszczy Kampinoskiej uległ jednak diametralnej zmianie pod koniec lipca 1944, gdy w Dziekanowie Polskim stanęło Zgrupowanie Stołpecko-Nalibockie AK przybyłe z Puszczy Nalibockiej na Kresach Wschodnich. Liczyło ono 861 dobrze uzbrojonych żołnierzy, a na jego czele stał por. Adolf Pilch ps. „Góra”/„Dolina” – „cichociemny”, doświadczony partyzant prowadzący od jesieni 1943 walkę z Niemcami i partyzantką sowiecką. Po wybuchu powstania w Puszczy Kampinoskiej pojawiły się jeszcze niewielkie oddziały AK z różnych dzielnic Warszawy, które opuściły miasto po niepowodzeniu pierwszych polskich natarć w godzinie „W”. Stopniowo docierały tam również oddziały z innych rejonów i obwodów Okręgu Warszawskiego AK, a także z sąsiedniego Podokręgu Zachodniego Obszaru Warszawskiego AK.
Na bazie napływających wciąż do puszczy oddziałów utworzono w połowie sierpnia 1944 partyzanckie zgrupowanie o nazwie Grupa „Kampinos”. W szczytowym momencie liczyło ono około 2700 żołnierzy i 700 koni. Pod koniec sierpnia Grupa „Kampinos” kontrolowała już niepodzielnie centralny i wschodni obszar Puszczy Kampinoskiej, obejmujący wsie: Ławy, Łubiec, Roztoka, Kiścinne, Krogulec, Wędziszew, Brzozówka, Truskawka, Janówek, Pociecha, Zaborów Leśny i Wiersze (w tej ostatniej ulokowała się kwatera główna zgrupowania). Polskie patrole były także w stanie penetrować liczne sąsiednie miejscowości, nieobsadzone dotychczas przez nieprzyjaciela. Obszar opanowany przez żołnierzy AK nazywany był „Niepodległą Rzecząpospolitą Kampinoską”.

## Przebieg starcia
28 sierpnia 1944 I pluton zwiadu konnego Grupy „Kampinos” dowodzony przez wachm. Stanisława Barana ps. „Wacław” udał się na rutynowy patrol. Między Janówkiem a Brzozówką kawalerzyści natknęli się na jadącego na rowerze wiejskiego chłopca, który poinformował, że w pobliskich Małocicach Niemcy rekwirują chłopom bydło. Nie zastanawiając się długo „Wacław” postanowił pokrzyżować plany nieprzyjaciela i wysławszy do sztabu gońca z informacją o planowanej akcji, skierował swój pluton do Małocic. Po dotarciu na miejsce żołnierze pozostawili konie pod opieką koniowodnych, po czym podzieliwszy się na dwie grupy udali się na wschodni i zachodni skraj wsi. Niedługo później cztery sekcje dowodzone przez ppor. „Adama” nawiązały przy wschodnich opłotkach Małocic kontakt bojowy z nieprzyjacielem. Po trwającej od kilkunastu do kilkudziesięciu minut walce Niemcy rozpoczęli odwrót w kierunku północnym. Wkrótce znaleźli się jednak pod ostrzałem dwóch sekcji dowodzonych przez „Wacława”, które usiłowały odciąć im drogę odwrotu. Niemcy obawiając się okrążenia wystrzelili dwie rakiety sygnalizacyjne, wzywając na pomoc załogę pobliskiego Fortu VI Twierdzy Modlin. W pościgu za nieprzyjacielem polscy kawalerzyści dotarli aż do Sowiej Woli, tam jednak natknęli się na niemiecką odsiecz, która zmusiła ich do odwrotu. Niemcy posuwając się od strony Cybulic i Małocic rozpoczęli natarcie w kierunku Brzozówki.
Obie strony skierowały w rejon starcia znaczne posiłki. Z powstańczych kwater w Wierszach wyruszyły: 30-osobowy pluton lotniczy pod dowództwem por. Tadeusza Gaworskiego ps. „Lawa”, blisko 30-osobowy II pluton zwiadu konnego pod dowództwem wachm. pchor. Józefa Bylewskiego ps. „Grom”, a także część kompanii ckm i moździerzy dowodzonej przez ppor. Henryka Dobaka ps. „Olsza”. Z kolei od strony Modlina wyruszył na pole bitwy batalion niemieckiej piechoty wsparty przez dwa samochody pancerne. Niewielka początkowo potyczka przerodziła się tym samym w poważne starcie.
Ze strony polskiej jako pierwsi włączyli się do walki kawalerzyści „Groma”. Pod osłoną ich ognia pluton „Wacława” zdołał wycofać się na pozycje wyjściowe. Następnie polscy piechurzy i kawalerzyści rozwinęli się w tyralierę i przeszedłszy przez Sowią Wolę rozpoczęli atak w kierunku północnym. Na lewym skrzydle nacierał II pluton zwiadu konnego, a na prawym pluton lotniczy por. „Lawy” – osłaniany z prawej flanki ogniem plutonu ckm. Po pokonaniu ok. 200 metrów polscy żołnierze zalegli na otwartym terenie pod silnym ostrzałem nieprzyjaciela. Niemcy przeszli do kontrnatarcia, rzucając do walki trzy czołgi i artylerię. Na skutek niemieckiego ostrzału zabudowania Sowiej Woli stanęły w ogniu. Początkowo polscy żołnierze celnym ogniem moździerzy, PIAT-ów i broni maszynowej skutecznie powstrzymywali natarcie wroga. Wkrótce najdalej wysunięty pluton por. „Lawy” znalazł się jednak w bardzo trudnym położeniu, gdyż sąsiedni pluton kawalerii wycofał się bez uprzedzenia, przez co na lewym skrzydle „lawiaków” pojawiły się niemieckie samochody pancerne. Co gorsza, pluton ckm zbyt powoli zmieniał stanowiska, na skutek czego prawe skrzydło plutonu lotniczego zaczęło obchodzić kilkudziesięciu niemieckich piechurów.
Wobec groźby okrążenia „Lawa” dał rozkaz odwrotu. W trakcie odskoku w ręce Niemców wpadł strz. Jerzy Stańczyk ps. „Ryś”, który został niemal natychmiast rozstrzelany. Reszta „lawiaków” wycofała się pod silnym ostrzałem nieprzyjaciela. Na podmokłych łąkach między Sowią Wolą a Brzozówką żołnierze zostali zaatakowani przez niemieckie myśliwce Fw 190. Kilku Polaków zostało wówczas rannych. Ostatecznie żołnierze AK zdołali się wycofać pod osłonę lasu. Niemcy nie zdecydowali się na kontynuowanie pościgu.
Jeszcze tej samej nocy por. „Lawa” udał się wraz z grupką żołnierzy na pole bitwy, aby zabrać ciała zabitych. Udało się przy tym odnaleźć kilku rannych i zagubionych żołnierzy, którzy uniknęli wykrycia przez Niemców.

## Bilans
W starciu w rejonie Małocic i Sowiej Woli polskie oddziały straciły trzech zabitych. Od czterech do ośmiu partyzantów zostało rannych. W gronie poległych znalazł się żołnierz Armii Czerwonej, mł. lejt. Stiepan Nahodin ps. „Wańka”, który po ucieczce z niemieckiej niewoli dołączył do plutonu por. „Lawy”. W odczuciu szeregowych żołnierzy – zwłaszcza z plutonu lotniczego – bitwa została przez Polaków przegrana. Bardziej optymistycznie zapatrywało się na tę kwestię dowództwo Grupy „Kampinos”, które oceniło, że udało się skutecznie obronić północną granicę „Niepodległej Rzeczypospolitej Kampinoskiej”.
Straty niemieckie nie są znane. Na podstawie informacji uzyskanych od miejscowej ludności szacowano, że Niemcy stracili kilku zabitych i podobną liczbę rannych. Największe straty nieprzyjaciel miał ponieść podczas starcia z plutonem „Wacława” w Małocicach.
Kilka dni po bitwie Niemcy dokonali zemsty na cywilnej ludności Małocic. Do wsi przyjechał oddział żandarmerii, który aresztował niemal wszystkich mężczyzn, poddając ich przy tym brutalnym torturom i szykanom. Ostatecznie około 80 chłopów wywieziono do Pomiechówka, gdzie po kilku dniach wszyscy zostali zamordowani.